# فحل (مسلسل)
فحل (بالإنجليزية: Hung)‏ هو مسلسل كوميدي دراما أمريكي من بطولة توماس جين، جاين آدامز، آن هيش، تشارلي ساكستون، إدي جيميسون وريبيكا كريسكوف. عرض الموسم الأول على قناة إتش بي أو في الفترة من 28 يونيو 2009 حتى 4 ديسمبر 2011.

## روابط خارجية
- فحل (مسلسل) على موقع IMDb (الإنجليزية)
- فحل (مسلسل) على موقع ميتاكريتيك (الإنجليزية)
- فحل (مسلسل) على موقع روتن توميتوز (الإنجليزية)
- فحل (مسلسل) على موقع كينوبويسك (الروسية)
- فحل (مسلسل) على موقع ألو سيني (الفرنسية)
- فحل (مسلسل) على موقع قاعدة بيانات الفيلم (الإنجليزية)